# عقدة آل نقيب (القطن)
'

تعديل مصدري - تعديل

عقده ال نقيب هي إحدى قرى عزلة القطن بمديرية القطن التابعة لمحافظة حضرموت، بلغ تعداد سكانها 71 نسمة حسب تعداد اليمن لعام 2004.